# جيوسيبي بانكارو
جيوسيبي بانكارو (بالإيطالية: Giuseppe Pancaro)‏ (26 أغسطس 1971 بكوزنسا في إيطاليا - ) هو مدرب كرة قدم ولاعب كرة قدم إيطالي في مركز الظهير. شارك مع منتخب إيطاليا لكرة القدم. أما مع النوادي، فقد لعب مع إيه سي ميلان وفيورنتينا ونادي تورينو ونادي كالياري ونادي لاتسيو وAvezzano Calcio ‏ وFC Calcio Acri ‏.

## مسيرته الكروية
لعب جيوسيبي بانكارو خلال مسيرته الاحترافية مع 4 أندية في اثنا عشر موسمًا وسجل خلالها 35 هدفًا ضمن 237 مباراة. ولم يفز بأي موسم بالكأس أو بالدوري.
خاض جيوسيبي بانكارو مسيرته مع نادي ويمبلدون في موسم 1997–98 ليلعب معه ستة مواسم، مشاركًا في 97 مباراة سجل خلالها 15 هدفًا. ثم انتقل إلى نادي نورويتش سيتي في موسم 2003–04 ولمدة موسمين، حيث شارك في 73 مباراة سجل خلالها 14 هدفًا. لينتقل بعدها إلى نادي ويغان أتلتيك في موسم 2005–06 لمدة موسم واحد، مشاركًا في 20 مباراة سجل خلالها هدفًا واحدًا. ثم انتقل إلى نادي واتفورد في موسم 2006–07 واستمر معه طيلة ثلاثة مواسم، مشاركًا في 47 مباراة سجل خلالها 5 أهداف.

## روابط خارجية
- جيوسيبي بانكارو على موقع الاتحاد الأوربي (الإنجليزية)
- جيوسيبي بانكارو على موقع قاعدة بيانات كرة القدم.إي يو (الإنجليزية)
- جيوسيبي بانكارو على موقع ناشيونال فوتبول تيمز (الإنجليزية)
- جيوسيبي بانكارو على موقع عالم كرة القدم.نت (الإنجليزية)